# فيندلاي نابير
فيندلاي نابير (بالإنجليزية: Findlay Napier)‏ هو كاتب أغاني بريطاني، ولد في 1978.

## وصلات خارجية
- فيندلاي نابير على موقع ميوزك برينز (الإنجليزية)
- فيندلاي نابير على موقع ديسكوغز (الإنجليزية)